# Aleksandra Chmielewska (kompozytorka)
Aleksandra Chmielewska (ur. 1 września 1993 w Warszawie) – polska kompozytorka.

## Życiorys
Uczyła się gry na oboju w klasie Marka Roszkowskiego w Zespole Państwowych Szkół Muzycznych im. Grażyny Bacewicz nr 3 w Warszawie. Ukończyła studia kompozytorskie na Uniwersytecie Muzycznym im. Fryderyka Chopina w Warszawie w klasie Pawła Łukaszewskiego.
Brała udział w warsztat kompozytorskich u znanych twórców, takich jak: Simon Steen-Andersen, Martijn Padding, Phillipe Manoury, Zhou Long, Martijn Bresnick, Johannes Kreidler, Zygmunt Krauze. Pod kierunkiem Krzesimira Dębskiego i Krzysztofa Knittla szkoliła się w zakresie muzyki filmowej.
Była uczestniczką i laureatką wielu konkursów kompozytorskich w Polsce i Europie:
- I nagroda w Międzynarodowym Konkursie Kompozytorskim organizowanym w ramach Nordhessische Kindermusiktage w Kassel (2011),
- III nagroda w Międzyuczelnianym Konkursie Kompozytorskim Koła Naukowo-Artystycznego Uniwersytetu Muzycznego Fryderyka Chopina (2014),
- zwycięstwo w Międzynarodowym Konkursie Kompozytorskim Transatlantyk Instant Composition Contest (2015),
- II nagroda w Międzynarodowym Konkursie Kompozytorskim Musica Sacra Nova,
- III nagroda w Ogólnopolskim Konkursie Kompozytorskim Opus 966 (2016),
- I nagroda w Międzynarodowym Konkursie Kompozytorskim im. Andrzeja Koszewskiego (2017)
- III nagroda w Międzynarodowym Konkursie Kompozytorskim Patri Patriae (2018),
- II nagroda w Międzynarodowym Konkursie Kompozytorskim Musica Sacra Nova (2018),

Wyróżnienia: Międzynarodowy Konkurs Kompozytorski „Fide et Amore” (2014, honorowe wyróżnienie), dwukrotnie w Ogólnopolskim Konkursie Kompozytorskim „Sinfonietta per Sinfonietta” (2015 i 2016), w Ogólnopolskim Konkursie Kompozytorskim Opus 966 (2015), w 57. Konkursie Młodych Kompozytorów im. Tadeusza Bairda (2016), w Konkursie Kompozytorskim Centrum Myśli Jana Pawła II (2018), w 5. Konkursie Kompozytorskim im. Krzysztofa Pendereckiego (2019).
Utwory jej kompozycji mają w swoim repertuarze:
- Orkiestra Symfoniczna Filharmonii Lwowskiej,
- Orkiestra Symfoniczną Filharmonii Słoweńskiej,
- Chór Narodowego Forum Muzyki,
- Orkiestra Leopoldinum,
- Vogler Quartett,
- sekstet muzyki wokalnej proMODERN,
- E-MEX Ensemble,
- Dziołak&Stankiewicz Duo,
- Windswept Trio,
- Poznański Chór Kameralny,
- Polski Chór Kameralny,
- Unplugged Orchestra,
- Chór Akademicki Politechniki Warszawskiej.

Jest przewodniczącą Koła Młodych Związku Kompozytorów Polskich, należy do Stowarzyszenia Autorów ZAiKS, jest członkiem zarządu Fundacji Muzyczne Talenty Europy i członkiem komisji wykonawczej Międzynarodowej Rady Twórców CIAM.
W 2014 została wydana przez wydawnictwo Novae Res jej debiutancka powieść Uczeń Czarnoksiężnika. W następnym roku jej scenariusz słuchowiska pt: Tam, gdzie mieszka cisza dostał II nagrodę w konkursie organizowanym przez Festiwal Literacki Sopot, a jego realizacja otrzymało pierwszą nagrodę na Festiwalu Dwa Teatry.